# Gy (Haute-Saône)
Ne doit pas être confondu avec Gy (Genève).
Pour les articles homonymes, voir Gy.
Gy est une commune française située dans le département de la Haute-Saône, en Franche-Comté, dans la région administrative Bourgogne-Franche-Comté.
Ses habitants sont appelés Gylois et Gyloises.
Elle bénéficie du label Cité de Caractère de Bourgogne-Franche-Comté.

### Description

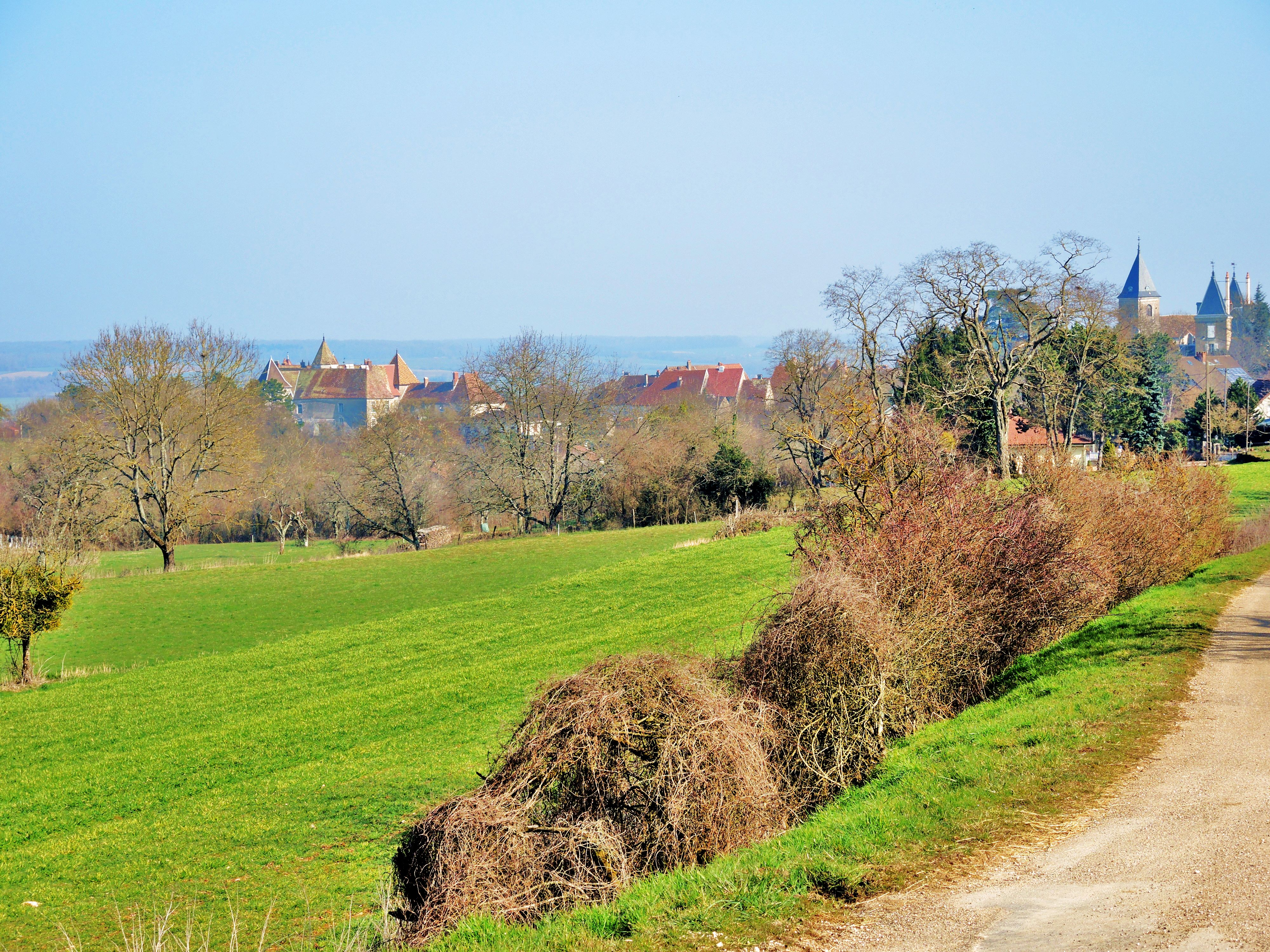
Paysage de la commune, depuis le sud.

## Géographie

### Communes limitrophes
|           | Citey      | Vellefrey-et-Vellefrange |
| Colombine | Gy         | Bucey-lès-Gy             |
| Charcenne | Autoreille | Gézier-et-Fontenelay     |

### Climat
Pour des articles plus généraux, voir Climat de la Bourgogne-Franche-Comté et Climat de la Haute-Saône.
En 2010, le climat de la commune est de type climat des marges montargnardes, selon une étude du Centre national de la recherche scientifique s'appuyant sur une série de données couvrant la période 1971-2000. En 2020, Météo-France publie une typologie des climats de la France métropolitaine dans laquelle la commune est exposée à un climat semi-continental et est dans la région climatique  Lorraine, plateau de Langres, Morvan, caractérisée par un hiver rude (1,5 °C), des vents modérés et des brouillards fréquents en automne et hiver. 
Pour la période 1971-2000, la température annuelle moyenne est de 10,3 °C, avec une amplitude thermique annuelle de 17,7 °C. Le cumul annuel moyen de précipitations est de 1 059 mm, avec 13,6 jours de précipitations en janvier et 9,3 jours en juillet. Pour la période 1991-2020, la température moyenne annuelle observée sur la station météorologique de Météo-France la plus proche, « Bucey-lès-Gy », sur la commune de Bucey-lès-Gy à 3 km à vol d'oiseau, est de 11,6 °C et le cumul annuel moyen de précipitations est de 1 032,6 mm. 
La température maximale relevée sur cette station est de 41,5 °C, atteinte le 8 août 2003 ; la température minimale est de −23 °C, atteinte le 2 janvier 1971,,. 
Les paramètres climatiques de la commune ont été estimés pour le milieu du siècle (2041-2070) selon différents scénarios d'émission de gaz à effet de serre à partir des nouvelles projections climatiques de référence DRIAS-2020. Ils sont consultables sur un site dédié publié par Météo-France en novembre 2022.

## Urbanisme

### Typologie
Au 1er janvier 2024, Gy est catégorisée commune rurale à habitat dispersé, selon la nouvelle grille communale de densité à sept niveaux définie par l'Insee en 2022.
Elle est située hors unité urbaine. Par ailleurs la commune fait partie de l'aire d'attraction de Besançon, dont elle est une commune de la couronne,. Cette aire, qui regroupe 310 communes, est catégorisée dans les aires de 200 000 à moins de 700 000 habitants,.

### Occupation des sols
L'occupation des sols de la commune, telle qu'elle ressort de la base de données européenne d’occupation biophysique des sols Corine Land Cover (CLC), est marquée par l'importance des forêts et milieux semi-naturels (49 % en 2018), en diminution par rapport à 1990 (49,9 %). La répartition détaillée en 2018 est la suivante : 
forêts (45 %), terres arables (26,4 %), zones agricoles hétérogènes (11,9 %), prairies (8,6 %), milieux à végétation arbustive et/ou herbacée (4 %), zones urbanisées (3,5 %), mines, décharges et chantiers (0,6 %). L'évolution de l’occupation des sols de la commune et de ses infrastructures peut être observée sur les différentes représentations cartographiques du territoire : la carte de Cassini (XVIIIe siècle), la carte d'état-major (1820-1866) et les cartes ou photos aériennes de l'IGN pour la période actuelle (1950 à aujourd'hui).

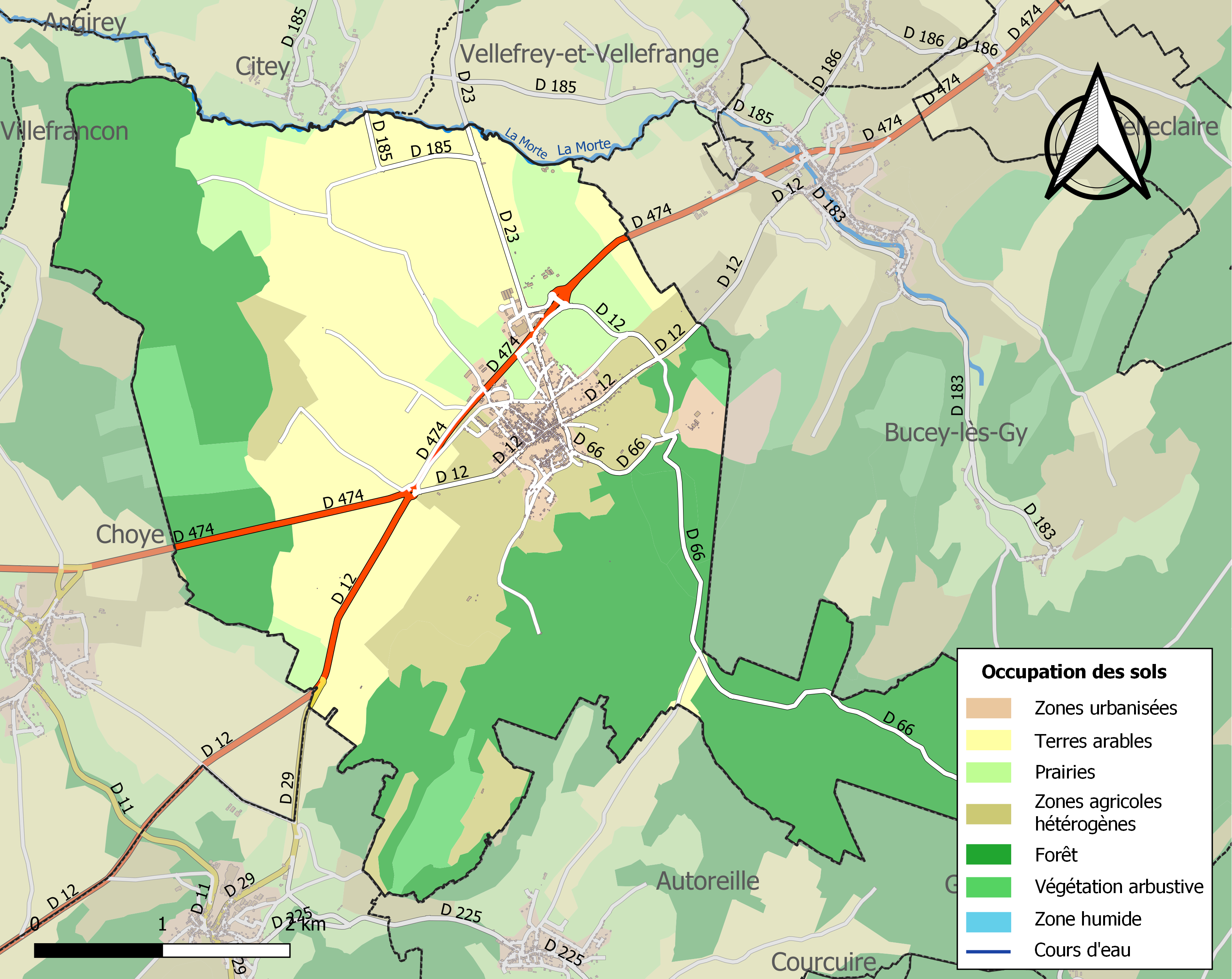
Carte des infrastructures et de l'occupation des sols de la commune en 2018 (CLC).

## Toponymie
Gy appartient à toute une série de noms de lieux résultant de l'évolution du type toponymique gallo-romain Gaiacum. Il se compose du nom de personne latin Gaius (porté par un habitant autochtone gallo-romain) suivi du suffixe gallo-romain d'origine celtique (gaulois) -acum désignant un lieu, puis une propriété.
Homonymie avec les nombreux Gy, Geay, Gée, Gehée, Giey de langue d’oïl ou franco-provençale et avec les Gageac, Gajac, etc. de langue d'oc.

## Histoire
L'occupation (au sens archéologique du terme) de Gy est attestée depuis la période gallo-romaine, en raison de la découverte des substructions d’une villa gallo-romaine à proximité de l'actuelle place de la République.
En 1093, le comte de Bourgogne, Renaud, vend à son frère Hugues, archevêque de Besançon ses terres du pays gyssois.
À partir du XIIe siècle se développe entre le château et l'église Saint-Symphorien une ville haute, qu'on appelle bourg dès 1246. On y atteste des fortifications en 1273 et des halles en 1286. Celles-ci sont centrales, entre la porte du bourg et la porte sainte. Il faut attendre le XIVe siècle, en revanche, pour que l'extension urbaine parvienne en contrebas.
En 1250, l'archevêque de Besançon Guillaume II de la Tour y  fait construire « une forte tour ».
En 1259, Jean Ier de Chalon du comté de Bourgogne entre en conflit contre l'archevêque de Besançon Guillaume II de la Tour. Ainsi le château de Gy est assiégé par Thibaud III de Rougemont, Gérard, Richard et Thiébaud II de Neuchâtel, fils de Thiébaud Ier de Neuchâtel-Bourgogne, Guillaume et Pierre d'Arguel, Othon de la Roche, Etienne et Othon de Montmarin et autres seigneurs et après quelque résistance, le château fut pris et détruit de fond en comble. L'archevêque excommunia les perturbateurs qui fut confirmé par le pape Alexandre IV. Un arrangement fut négocié par le paiement d'une rente de 5 bichots, de froment à prendre sur les moulins de Vuillecin afin de lever l’excommunication.
En 1380, une querelle concernant les droits de battre monnaie entre le duc de Bourgogne, Philippe II de Bourgogne, et l’archevêque de Besançon, Guillaume de Vergy, s’est envenimée. Le prélat suivi par son chapitre interdit Auxonne de battre monnaie, refuse au duc l’hommage de plusieurs de leurs seigneuries et excommunie le gardien de la Comté et le bailli d’Amont, fidèle au duc. En réponse, le duc de Bourgogne rase les forteresses épiscopales de Noroy, Étalans et Mandeure et poursuit l’archevêque jusqu’à son château de Gy, qu’il assiège. L’archevêque parvient à s’enfuir du château  par un souterrain, dit-on, et trouver refuge à Avignon d’où il excommunie le Comté de Bourgogne.
En 1477 pendant la guerre de Succession de Bourgogne, Gy sert de Quartier-général à l'armée comtoise commandé Jean de Chalon-Arlay, Prince d'Orange. La ville est menacée par les troupes françaises qui s'en détourneront pour affronter les comtois à la bataille du pont d'Emagny. La garnison germanique qui défendait la ville par crainte d'être ensuite attaquée, abandonne la ville et la pille.
A la renaissance, Gy est décrit dans l'ouvrage "Description de la Franche-Comté" de 1552: "Son territoire jouit d'une fécondité incomparable, car il produit un vin qui le dispute en vertu et en bonté avec celui de Besançon. On le transporte en Allemagne, non pas pour le vendre en public, mais pour orner la table des grands. François Busleiden, archevêque de Besançon, a construit ses hautes tours et son admirable château".

## Politique et administration

### Rattachements administratifs et électoraux
La commune fait partie de l'arrondissement de Vesoul du département de la Haute-Saône, en région Bourgogne-Franche-Comté. Pour l'élection des députés, elle dépend de la première circonscription de la Haute-Saône.
Elle était, depuis 1793,le chef-lieu du canton de Gy. Dans le cadre du redécoupage cantonal de 2014 en France, la commune est désormais intégrée au canton de Marnay.

### Intercommunalité
Gy  est le siège de la communauté de communes des Monts de Gy, un établissement public de coopération intercommunale (EPCI) à fiscalité propre créé fin 1999 et auquel la commune a transféré un certain nombre de ses compétences, dans les conditions déterminées par le code général des collectivités territoriales.

### Liste des maires
| Période                                  | Période                       | Identité             | Étiquette   | Qualité |
| ---------------------------------------- | ----------------------------- | -------------------- | ----------- | --- |
| Les données manquantes sont à compléter. |                               |                      |             | |
| juin 1995                                | mars 2001                     | Philippe Dumont      |             | |
| mars 2001                                | mars 2008                     | Lucien Chance        |             | Retraité France-Télécom |
| mars 2008                                | 2014                          | Christelle Rousselle | UMP         | Conseillère agricole |
| 2014                                     | En cours (au 3 décembre 2020) | Christelle Clément   | UMP puis SE | Vice-présidente de la CC des Monts de Gy (2014 → ) Vice-présidente de l'association des maires ruraux de Haute-Saône Réélue pour le mandat 2020-2026, |

### Politique de développement durable
La commune s'est dotée, à l'initiative de l'ancien maire Lucien Chance, d'une chaufferie automatique à bois avec réseau de chaleur, qui alimente, depuis l'automne 2014 le collège et le gymnase, puis, à terme, le futur pôle scolaire et de l’accueil périscolaire.

### Distinctions et labels
De par son histoire et son patrimoine, Gy fait partie de l'association des Cités de Caractère de Bourgogne-Franche-Comté.

## Population et société

### Démographie
L'évolution du nombre d'habitants est connue à travers les recensements de la population effectués dans la commune depuis 1793. Pour les communes de moins de 10 000 habitants, une enquête de recensement portant sur toute la population est réalisée tous les cinq ans, les populations de référence des années intermédiaires étant quant à elles estimées par interpolation ou extrapolation. Pour la commune, le premier recensement exhaustif entrant dans le cadre du nouveau dispositif a été réalisé en 2008.

En 2022, la commune comptait 1 030 habitants, en évolution de −4,28 % par rapport à 2016 (Haute-Saône : −1,4 %, France hors Mayotte : +2,11 %).
| 1793  | 1800  | 1806  | 1821  | 1831  | 1836  | 1841  | 1846  | 1851  |
| ----- | ----- | ----- | ----- | ----- | ----- | ----- | ----- | ----- |
| 2 325 | 2 695 | 2 806 | 2 714 | 2 959 | 2 597 | 2 660 | 2 460 | 2 543 |

| 1856  | 1861  | 1866  | 1872  | 1876  | 1881  | 1886  | 1891  | 1896  |
| ----- | ----- | ----- | ----- | ----- | ----- | ----- | ----- | ----- |
| 1 970 | 2 120 | 2 178 | 2 003 | 2 092 | 2 117 | 2 035 | 1 822 | 1 680 |

| 1901  | 1906  | 1911  | 1921  | 1926  | 1931  | 1936  | 1946  | 1954  |
| ----- | ----- | ----- | ----- | ----- | ----- | ----- | ----- | ----- |
| 1 641 | 1 621 | 1 515 | 1 256 | 1 201 | 1 179 | 1 207 | 1 194 | 1 095 |

| 1962 | 1968 | 1975 | 1982 | 1990 | 1999  | 2006  | 2008  | 2013  |
| ---- | ---- | ---- | ---- | ---- | ----- | ----- | ----- | ----- |
| 987  | 936  | 966  | 950  | 943  | 1 018 | 1 034 | 1 039 | 1 088 |

| 2018  | 2022  | - | - | - | - | - | - | - |
| ----- | ----- | - | - | - | - | - | - | - |
| 1 021 | 1 030 | - | - | - | - | - | - | - |

### Sport
- AC Gy, ancien club de football féminin qui évolua en première division nationale dans les années 1980
- HBC Des Monts de Gy, club de handball féminin et masculin.
- Gy est le point central de l'espace VTT des monts de Gy.
- Judo Club Gylois[35], club de judo Ju-jitsu et self défense affilié Fédération française de judo et disciplines associées.
- Club bouliste : la « Pétanque Gyloise »  créé en 1981 sous l’impulsion de Pierre Balland. En 2018, le club compte 133 licenciés dont 67 Hommes, 21 Femmes et 45 jeunes. Chez les adultes, la compétition demeure une priorité. Une défaite au 7e tour de la coupe de France en 2018 a néanmoins constitué un record pour le club. Le club monte en puissance depuis quelques années[Quand ?] notamment avec le recrutement de joueurs de haut niveau comme Bal Erol (qui a participé au championnat du monde avec la sélection marocaine) ou encore Julien Schandelmeier venu de Colmar. 
Le club de pétanque dispose d’un terrain découvert d’environ 50m² utilisable n’importe quand pendant  la semaine et ouvert à tous. Un local est mis à la disposition des licenciés du club. C’est un lieu de loisirs pendant la semaine et un lieu d’entraînement en vue des compétitions qui ont lieu chaque week-end. 
En 2012 et à destination des jeunes générations, une école de pétanque a été fondée par Nicolas Monnier le président et David Faivre, Vice-président du club et président de la commission des jeunes : 10 équipes  ont participé au championnat de France.

## Économie
En 2018, la commune dispose des professionnels suivants :
2 restaurants, 2 cafés, 1 boucherie, 2 boulangeries-pâtisseries, 1 hôtel, 3 Salons de coiffure, 2 instituts de beauté, 1 boutique de vêtement pour femme, 1 boutique d’article de décoration, 1 artisan-traiteur, 1 pharmacie, 1 bureau de tabac, 1 hypermarché, 1 bureau de poste, 1 centre des finances publiques, 1 office de tourisme, 1 cinéma (2 projections par mois), 1 agence immobilière, 1 auto-école, 1 agence bancaire, 1 société d’assurance, 1 concession automobile, 8 médecins, 2 infirmières, 3 kinésithérapeutes, 1 ostéophate, 1 orthodontiste, 2 dentistes, 1 centre de première intervention (CPI SDIS70), 1 entreprise funéraire, 
1 carrière, 3 entreprises de peinture, 1 carrossier, 1 menuisier-ébéniste, 1 société européenne spécialisée dans les fermetures de garage et rideaux métalliques pour les professionnels et particuliers (siège social Gy), 1 société de maçonnerie, 1 société de paysagisme, 1 société spécialisée dans la vente de matériel agricole, une société de plomberie,1 société de motoculture, 1 société de transport de voyageurs et/ou de personnels par autocar, 1 société de charpente/couverture, 1 société d’électricité, 1 entreprise de terrassement et TP, 1 imprimerie, 1 association avec point de vente de produit bio, 1 déchèterie, 2 collèges (1 privé et 1 public), 2 écoles maternelles et 2 écoles primaires(1 privée et 1 publique).

## Culture locale et patrimoine

### Lieux et monuments
- Château de Gy, résidence des archevêques de Besançon, avec une tour escalier Renaissance. Construit par Charlemagne, transformé en résidence de plaisance. L'archevêque Choiseul-Beaupré y résida de 1754 à 1774 et réaménagea complètement les lieux. Abandonné, le château fut transformé en collège de 1854 à 1876[36].
- Hôtel de ville de Gy, construit en 1844-1848[25],[37].
- Église Saint-Symphorien de Gy, construite sur les plans de Henri Frignet  entre 1769 et 1774, avec un clocher de 1694[38].
- Grande fontaine de Gy, construite entre 1830 et 1835 par les architectes César Convers et Alphonse Delacroix, et qui fut le principal point d'alimentation en eau des habitants de la ville basse[39].
- Lavoir de Gy, chemin dit derrière le Château, construit par l'entreprise Delune et Cie en ciment armé au XIXe siècle[40].

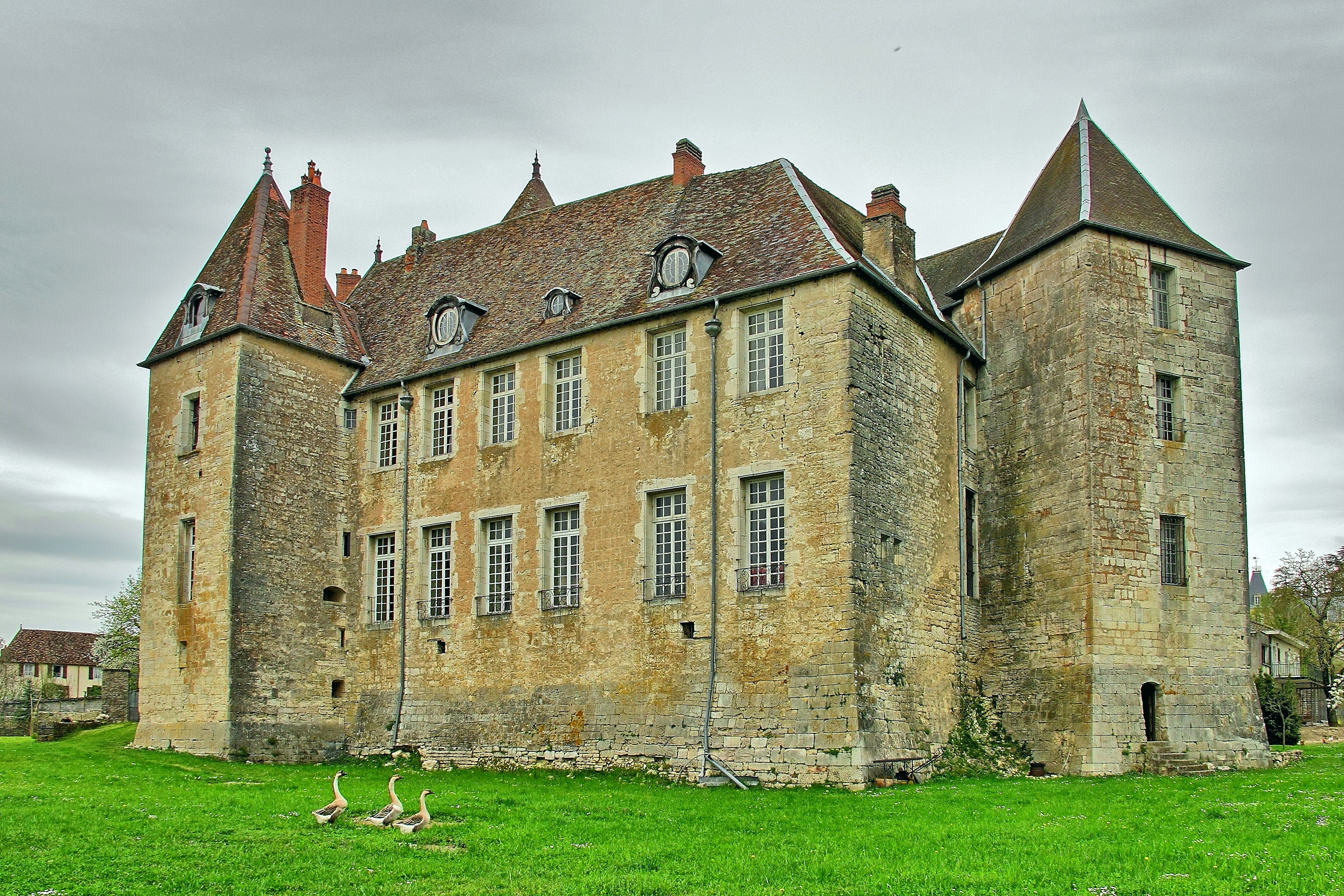
Le château de Gy.
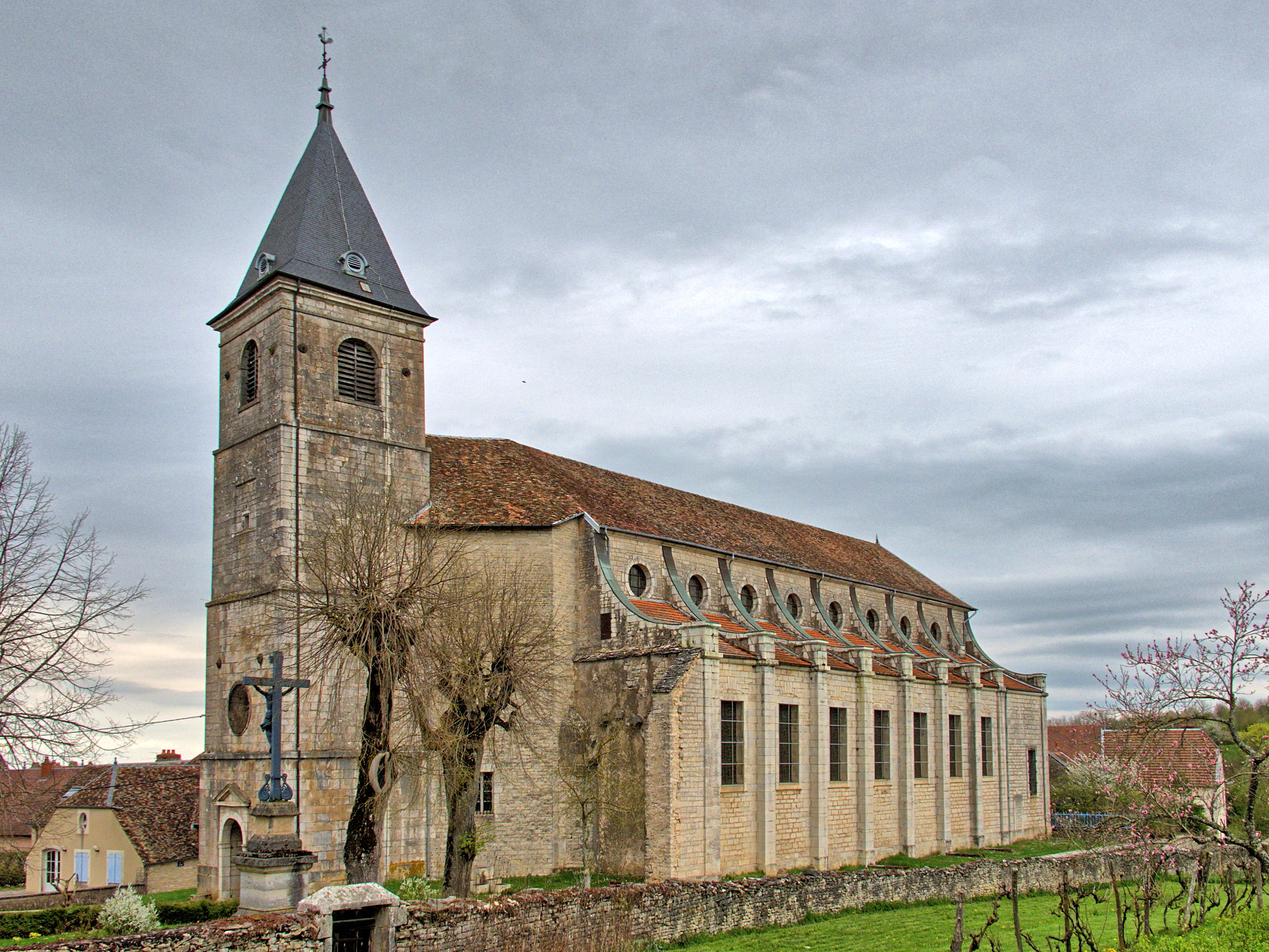
L'église Saint-Symphorien.
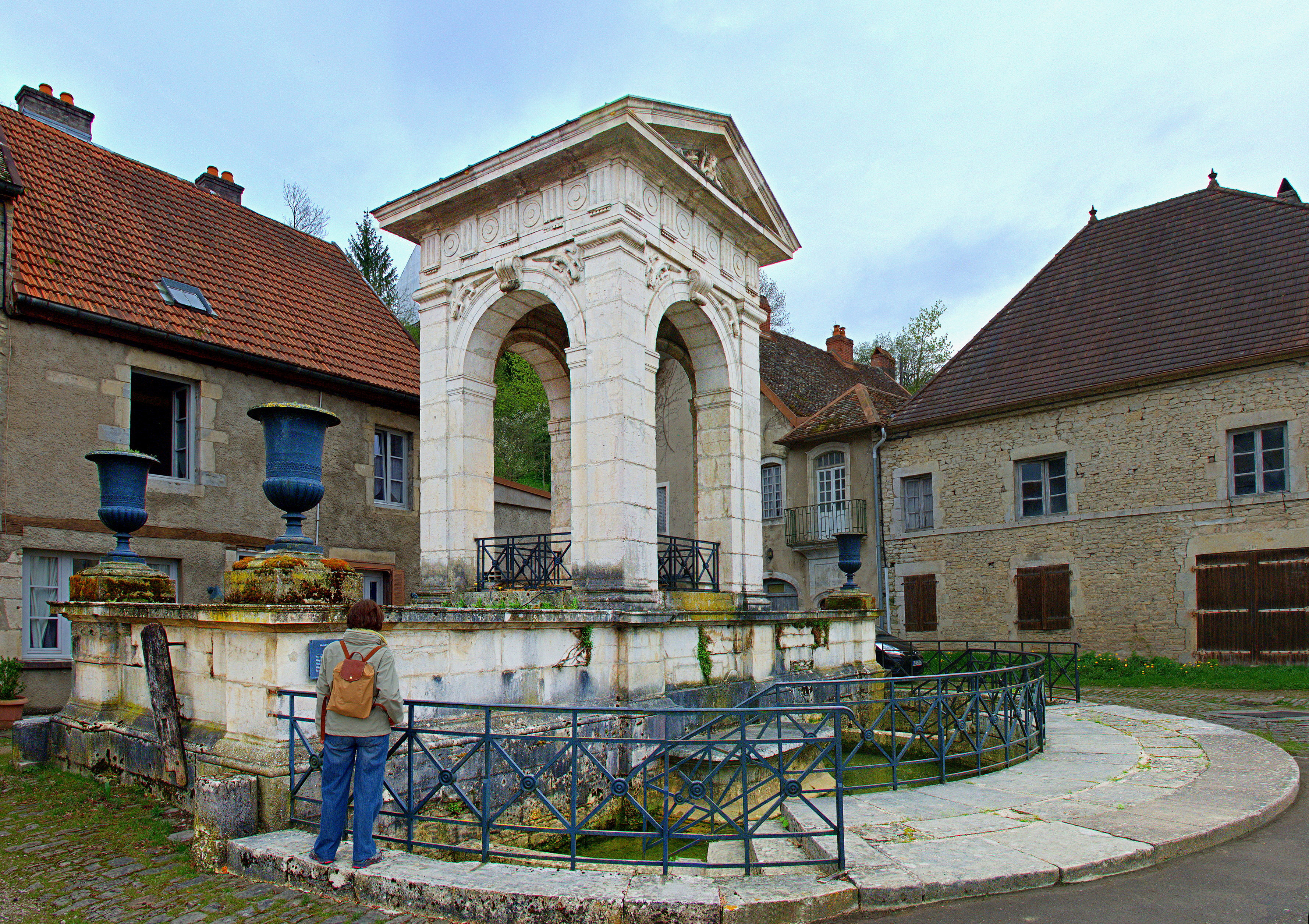
La Grande fontaine.
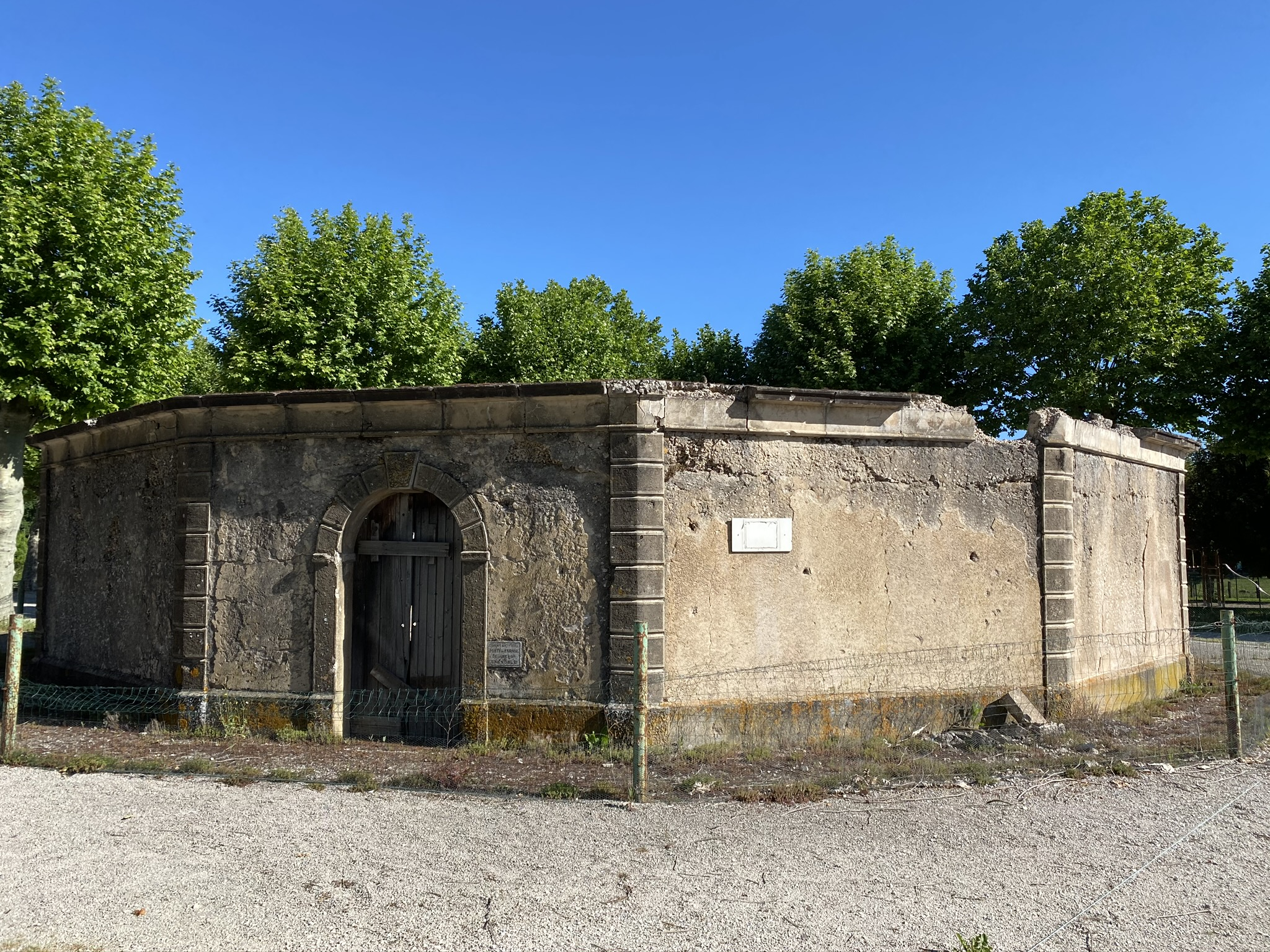
Le lavoir

- Ancien lavoir (actuel garage et bucher), place des Écuries, construit au milieu du XIXe siècle par l'architecte César Convers en pierre de taille
- Habitat vigneron avec :
  - le vieux bourg médiéval et ses maisons des XVIIIe et XIXe siècles.
  - la caborde restaurée dans les vignes aux lièvres.

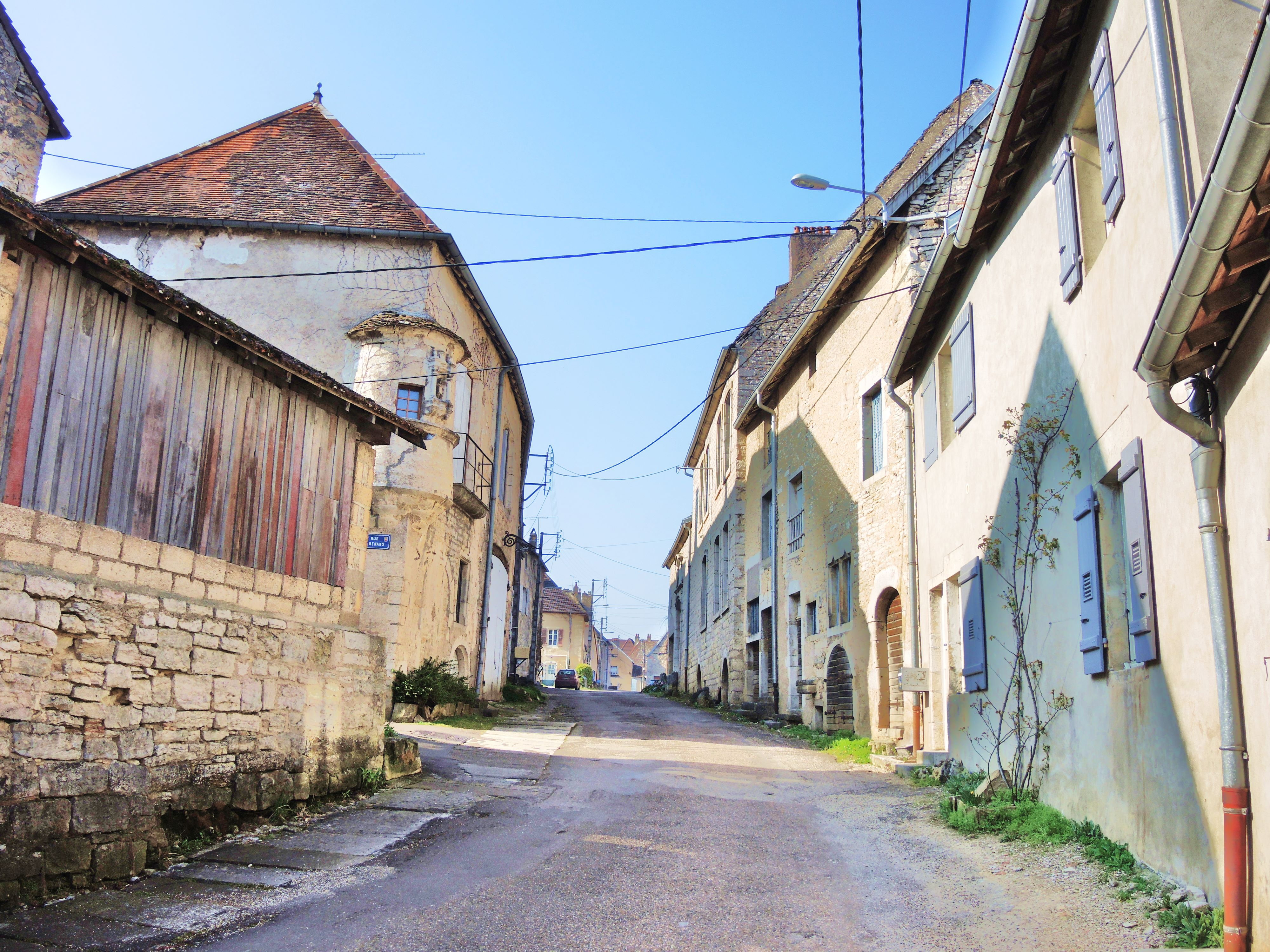
Ruelle du bourg ancien.
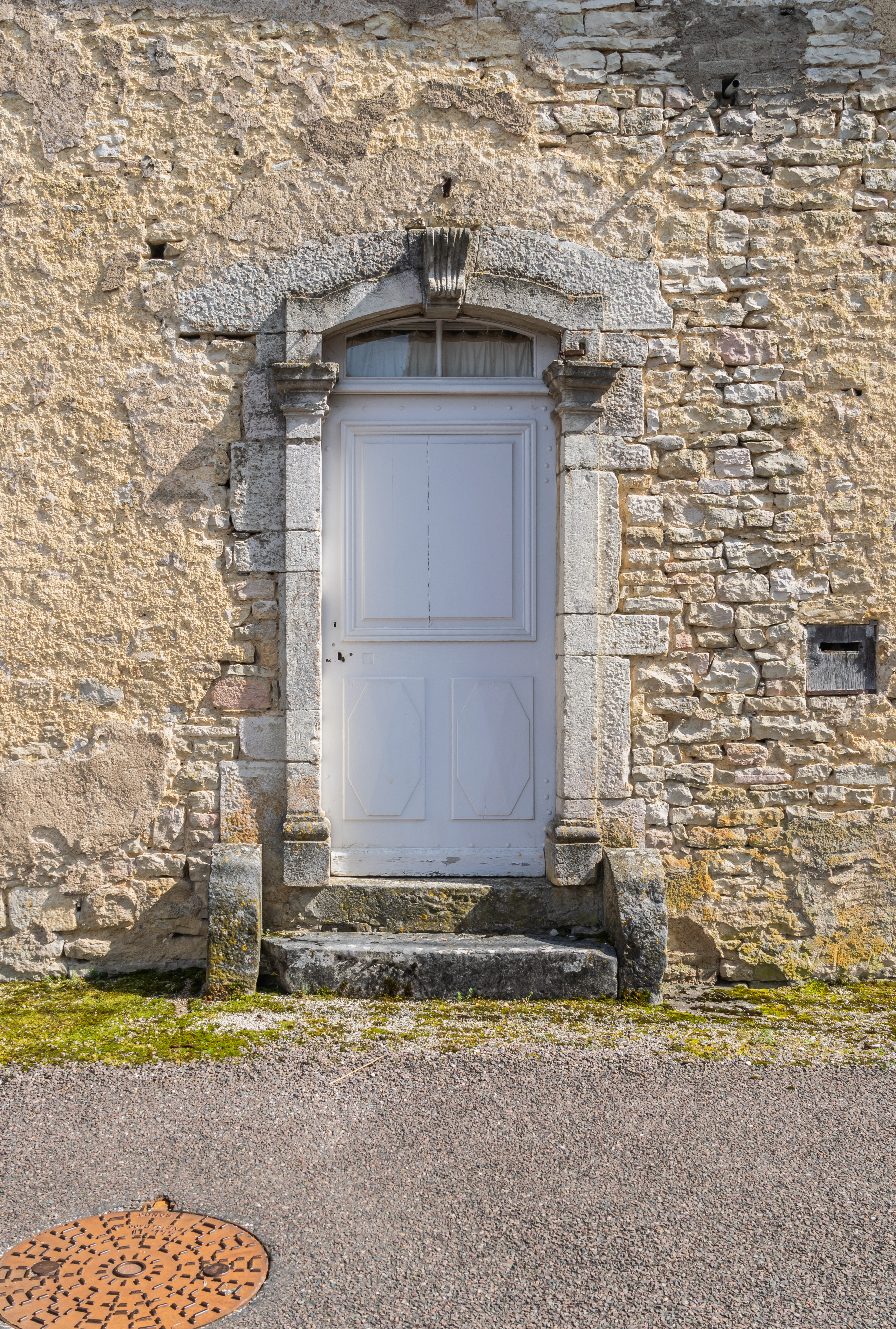
Embrasure de porte, 13 rue Menans.
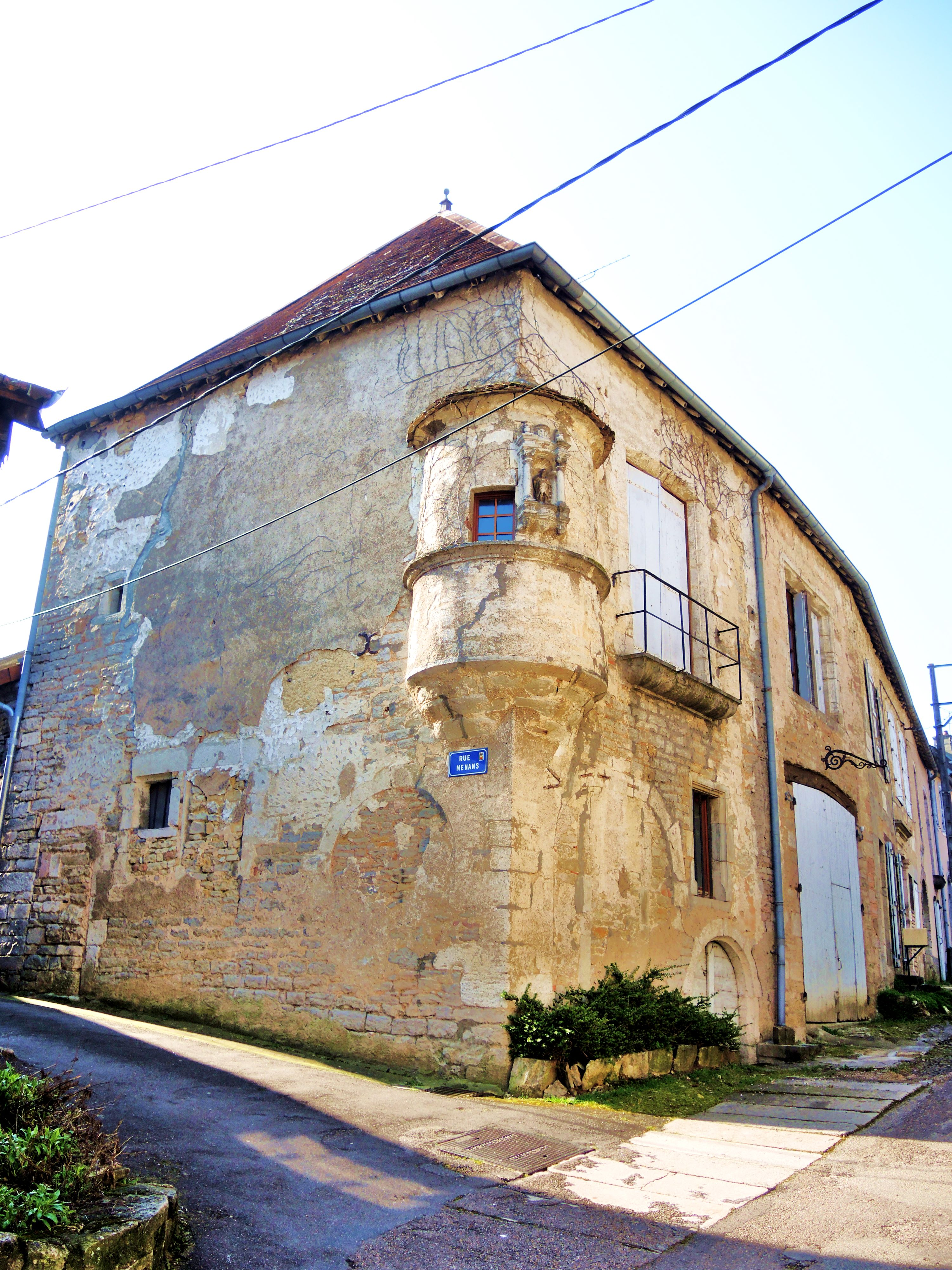
Maison à tourelle.
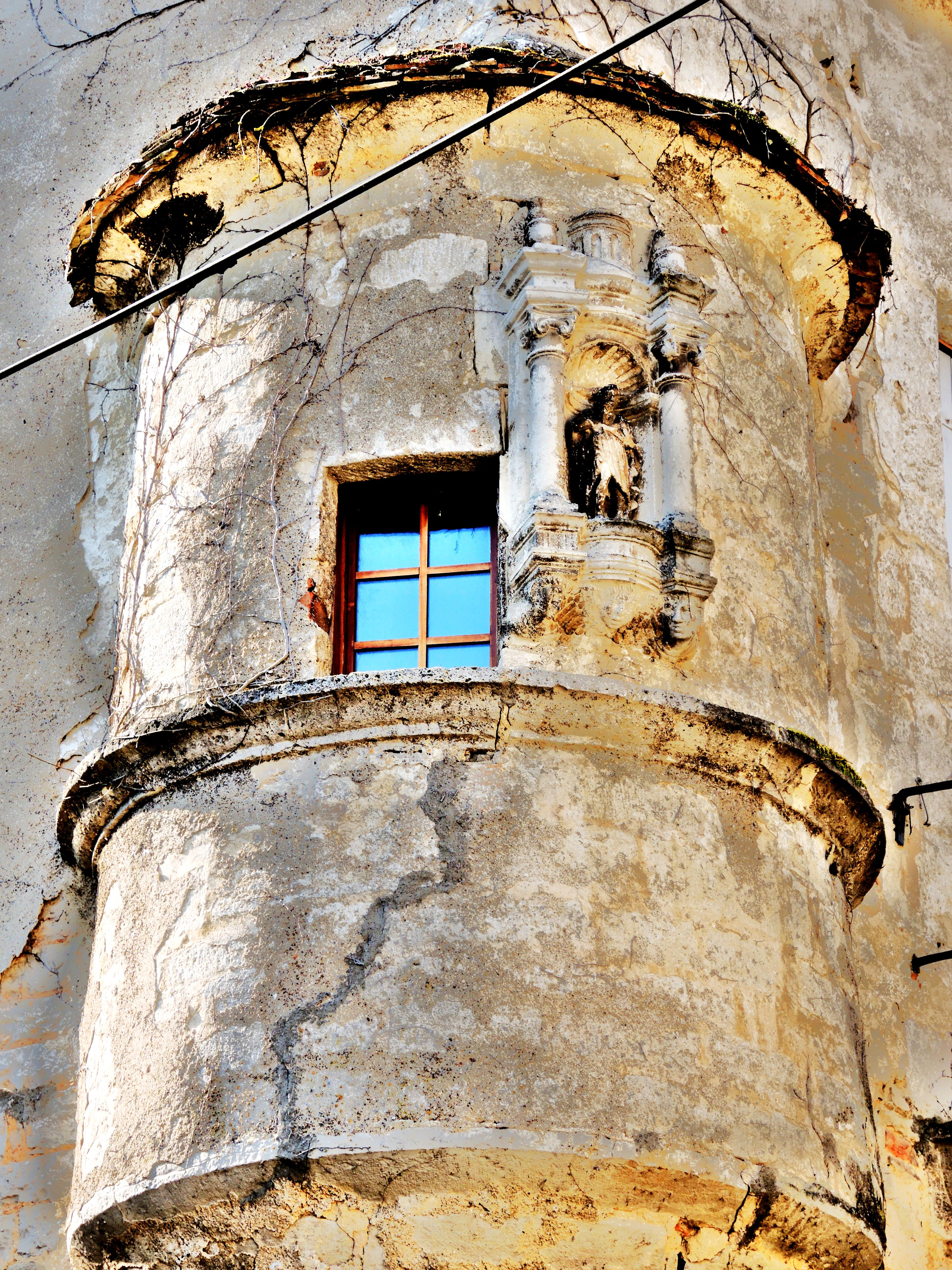
Détail de la maison à tourelle.
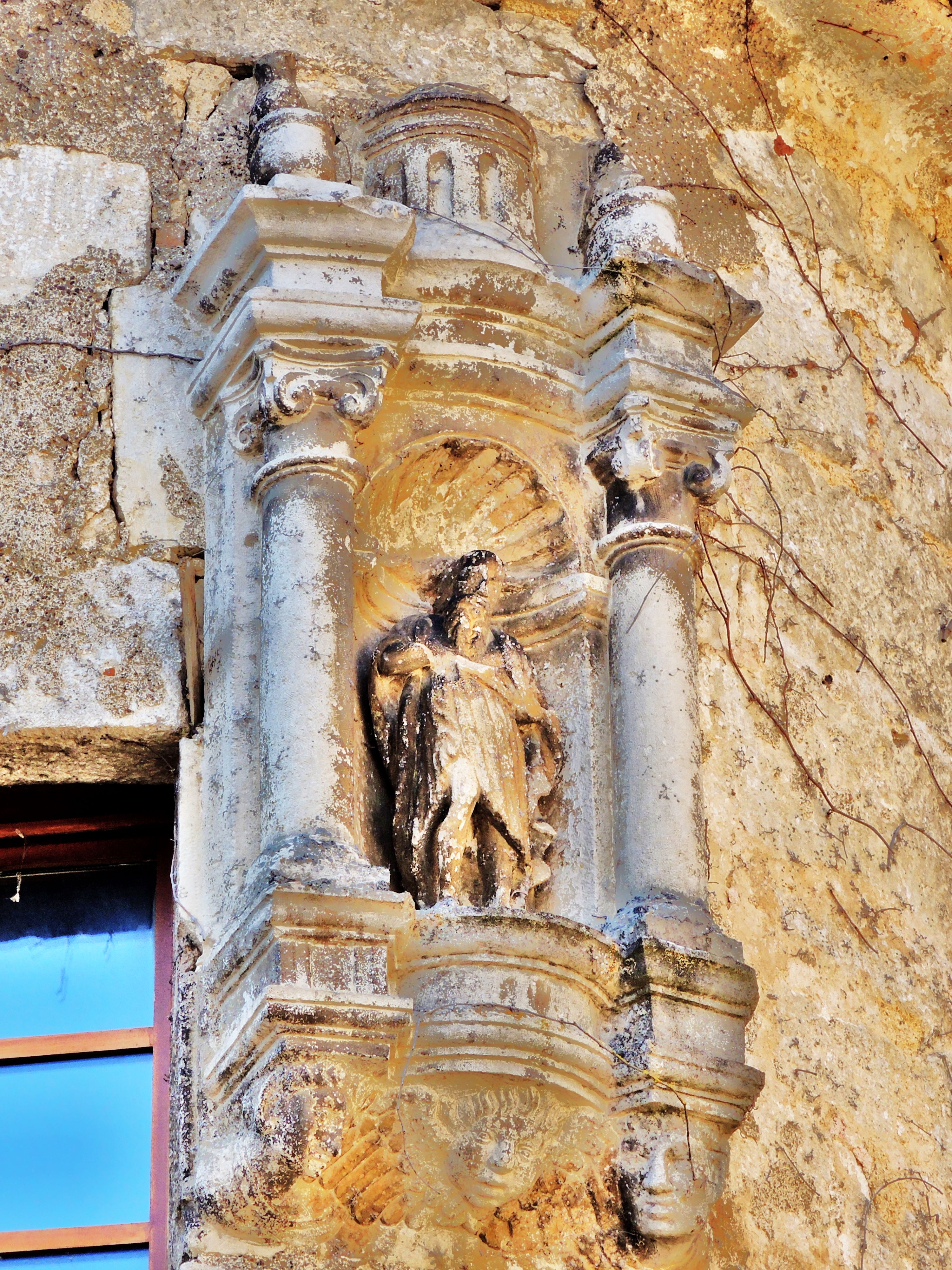
Sculpture de la maison à tourelle.
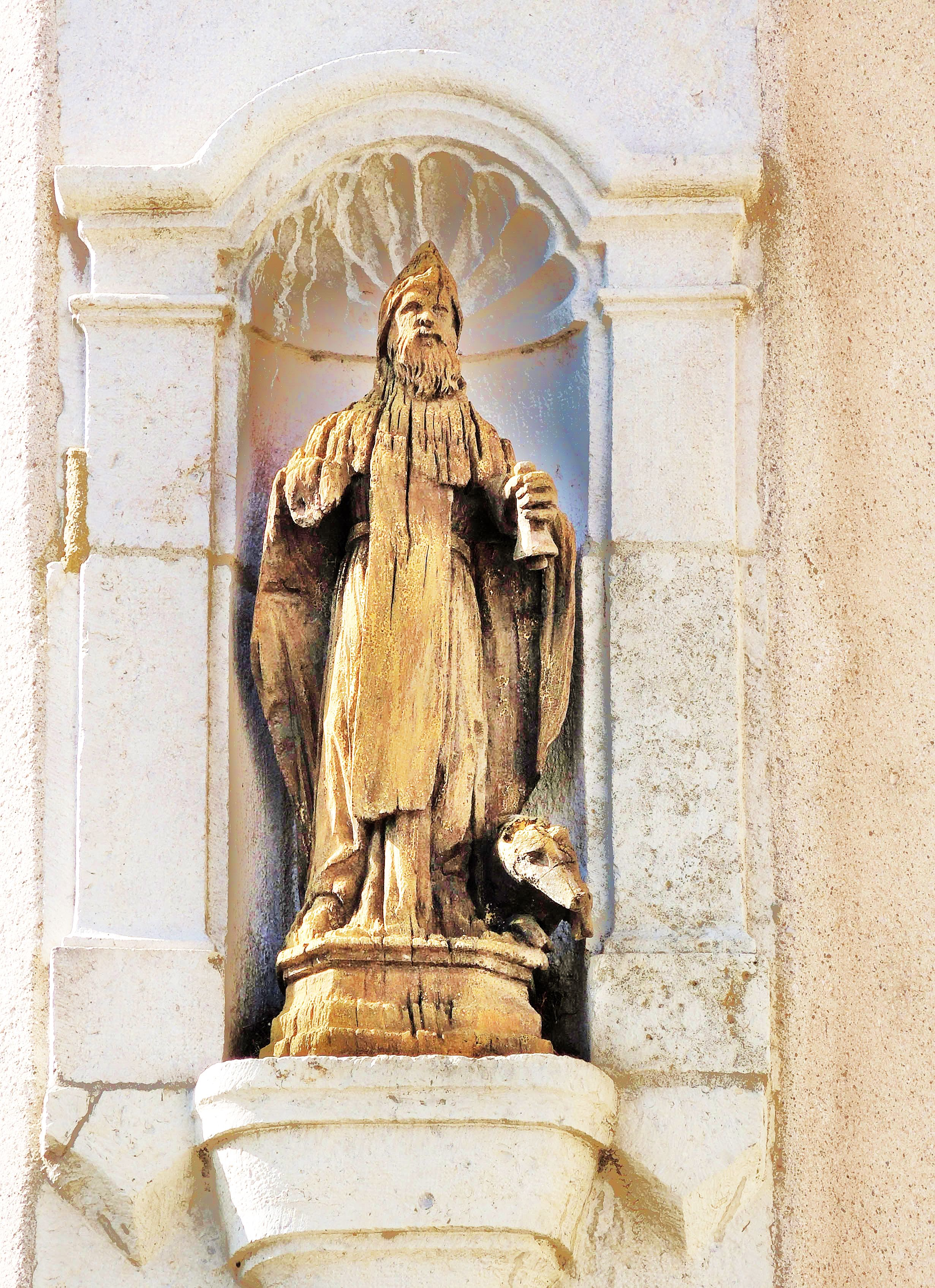
Statue dans une encoignure.
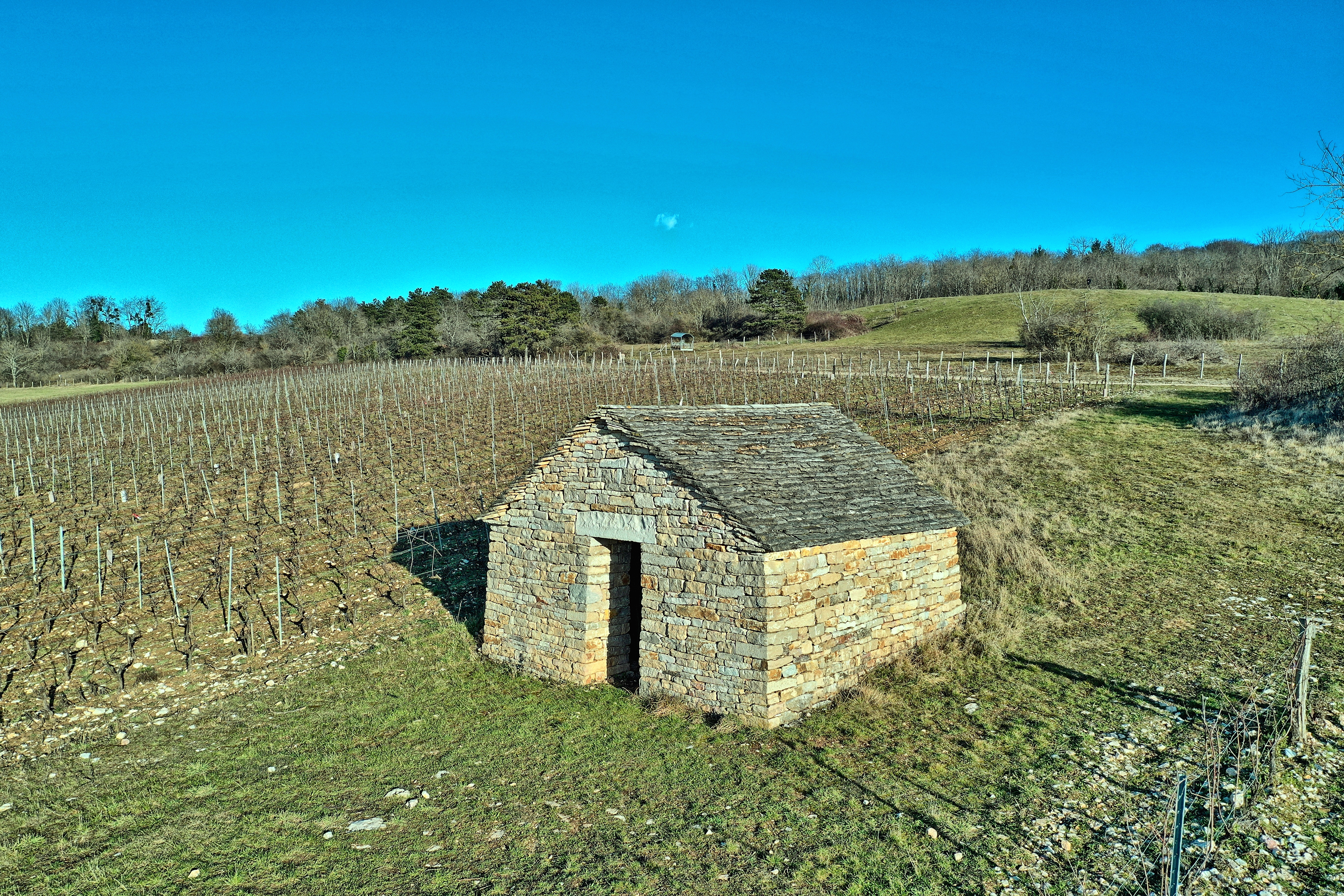
La caborde des vignes aux lièvres.

### Personnalités liées à la commune
- Claude-Antoine Bolot, magisrat et homme politique, né à Gy, avocat à Vesoul.
- Louis Francisque Lélut, médecin français philosophe, né à Gy.
- Noël André connu sous le nom de Père Chrysologue (1728-1808), religieux capucin et scientifique auteur d'une Théorie de la surface actuelle de la terre[41],[42].
- Charles Marie Albert Travelet, ingénieur des ponts-et-chaussées de première classe, ancien élève de l'école polytechnique (promotion 1864), né le 21 février 1847 à Besançon (Doubs), marié à Berthe Elisabeth Bolot et décédé le 20 octobre 1885 à Gy[43].
- Paul Lanoir (1863-1927), organisateur du syndicalisme jaune au début du XXe siècle, est né à Gy.
- Guillaume Dard de Bosco de Gy (1704 - ~1790), était un habile mécanicien qui fut reconnu par l'ingénieur italien Servandoni. Celui-ci lui confia, en 1757, la direction des machines du Théâtre des Tuileries. Treize ans plus tard, il fut chargé de l'exécution des machines du théâtre du roi à Versailles. Il publia un Discours sur les femmes, ouvrage (paru sous pseudonyme) qui était une apologie du sexe féminin[réf. nécessaire].

### Héraldique
| Blason de Gy | Blason  | D’azur à la foi alésée de carnation. Devise« ferme comme Gy » |
| Blason de Gy | Détails | Le statut officiel du blason reste à déterminer.              |